# Al Qaryah ash Sharqiyah
Al-Qaryah ash-Sharqiyah (in Arabo: القرية الشرقية  ) è un villaggio e sito archeologico che si trova nel distretto di al-Jabal al-Gharbi al confine fra la regione del Fezzan e quella della Tripolitania in Libia.
Il sito ospita i resti di un forte romano risalente al III secolo d.C. e i resti di alcuni edifici risalenti al periodo della dominazione araba.